# Districtul Mahanoro
Mahanoro este un district din regiunea  Atsinanana din Madagascar.

## Comune
Districtul este împărțit în 11 comune:
- Ambinanidilana
- Ambinanindrano
- Ambodibonara
- Ambodiharina
- Ankazotsifantatra
- Befotaka
- Betsizaraina
- Mahanoro
- Manjakandriana
- Masomeloka
- Tsaravinany